# عبد المنعم الشحات
المهندس /عبد المنعم الشحات (مواليد 1970 الإسكندرية -) هو المتحدث الرسمي باسم «الدعوة السلفية بجمهورية مصر العربية» منذ 2011، ويظهر في برنامج «مفاهيم» على قناة الناس.
حاصل على بكالوريوس من كلية الهندسة جامعة الإسكندرية دفعة 1993، ثم حصل على إجازة علمية من معهد الفرقان لإعداد الدعاة التابع للدعوة السلفية بالإسكندرية. عمل بالدعوة السلفية متنقلا بين عدد من المساجد، استقر به المقام بمسجد «أولياء الرحمن» بمنطقة الساعة بالإسكندرية، درس على يد محمد إسماعيل المقدم، وأحمد حطيبة، وأحمد فريد، وسعيد عبد العظيم، وياسر برهامي.
ويعتبر من أكبر المنظرين للدعوة السلفية.
وله العديد من شروحات بحثية تعبر عن رؤية الدعوة السلفية في إصلاح المجتمع.
ترشح ممثلاً حزب النور على المقعد الفردي بدائرة المنتزه بالإسكندرية في انتخابات مجلس الشعب المصري 2011-2012 ، لكنه خسر المقعد لصالح حسني دويدار.

## وصلات خارجية
- صفحته على موقع طريق الإسلام
- عبد المنعم الشحات على منصة حسني دويدار على يوتيوب